# Номто Очиров
Номто Очирович Очиров, справжнє ім'я — Ноха, Номто — від калмицького слова  номт  ( учений ) (калм. Очра Номт, 10 жовтня 1886, Хонч Нур, Малодербетовскій улус, Російська імперія — 11 липня 1960 р, Радянське (сьогодні — Кетченері), Калмицька АРСР, СРСР) — калмицький учений, етнограф, просвітитель, основоположник джангарознавства, один з ініціаторів будівництва буддійського храму в Санкт-Петербурзі, громадський діяч Калмикії початку XX століття, учасник Білого руху у складі калмицького військового уряду.

## Біографія
Номто Очиров народився в 1886 р. у в сім'ї Довукін Очира в містечку Хончнур. Дитинство його пройшло в селі Червені], неподалік від зимової ставки дербетського нойон а Давида Тундутова. У 1898 році закінчив Малодербетовську школу. з 1898 по 1905 рр. навчався в реальному училищі в Астрахані. в 1905 рік у Номто Очиров поступив на Східний факультет Санкт-Петербурзького державного університету Східний факультет Петербурзького імператорського університету.
З 1910 по 1916 рр. служив в Етнографічному музеї Петербурга. В 1916 р. закінчив юридичний факультет Петербурзького університету.
Після лютневої революції 1917 був членом Центрального комітету по управлінню калмицьким народом (ЦК УКН), пізніше — калмицького військового уряду. З 1920 р. займав різні адміністративні посади.
З 1929 р. Номто Очиров чотири рази був арештогваний: в середині 1929 року, восени 1930 року, червні 1941 року і грудні 1950 року. У всіх цих випадках йому ставилася в провину його діяльність у складі калмицького військового уряду і його звинувачували в участі в «калмицькій націоналістичній контрреволюційній повстанській організації» Нарнія герл". З 1950 року перебував в спецпоселенні в Семипалатинській області Казахстану. У 1956 році Номто Очиров був звільнений з ув'язнення і став проживати в селищі Совєтське (сьогодні — Кетченери) Приозерного району Калмицької АРСР, де помер і похований 11 липня 1960 р.

## Громадська діяльність
Восени 1914 року разом з калмицьким князем Д. Тундутовим зробив агітаційну поїздку по Калмицькому степу, закликаючи калмиків перейти на бік козаків.
У березні 1917 року Номто Очиров переїхав в Астрахань. 26 березня 1917 року в Астрахані відбувся Перший з'їзд представників калмицького народу, на якому Номто Очиров був обраний заступником голови Центрального комітету по управлінню калмицьким народом (ЦК УКН).
16 травня 1917 р. Номто Очиров за дорученням ЦК УКН разом з Данзаном Тундутовим відправився в Петроград, щоб заявити Тимчасовому уряду протест з приводу запланованого поділу Астраханської губернії на дві частини, в результаті якого міг статися адміністративний поділ калмицького народу. Під час зустрічі з представниками Тимчасового уряду Номто Очиров говорив про права калмицького народу на земельні угіддя Калмицького степу. У 1917 році Номто Очиров був призначений ЦК УКН головою продовольчої ради. 23 грудня 1917 р. ЦК УКН був перетворений у Калмицький військовий уряд, в якому Номто Очиров продовжував опікуватися продовольчими справами і одночасно завідував освітою.
Після встановлення Радянської влади в Калмикії в 1918 році Номто Очирова намагалися заарештувати органи ЧК. Уникнути арешту йому допоміг керівник Рад депутатів трудового калмицького народу Араши Чапчай. До осені 1918 року Номто Очиров проживав в Червені, де допомагав батькові в сільськогосподарських роботах.
Калмицький степ. Номто Очиров оселився в Катеринодарі, де працював діловодом в Кубансько-Чорноморському лісовому господарстві. У березні 1920 року Номто Очиров був заарештований ЧК і відправлений в Астрахань. За арештованого Номто Очирова заступився голова калмицького ЦВК Араши Чапчай, який звернувся до В. І. Леніна з проханням амністувати Номто Очирова.
23 вересня 1920 року Номто Очиров був звільнений і амністований, після чого був призначений заступником А. М. Амур-Сана, який був у той момент представником Автономної області калмицького народу при Наркоматі у справах національностей. Пропрацювавши в Москві 2 роки, Номто Очиров переїхав в 1922 році в Калмикії, де став працювати з 1924 року в обласній планової комісії. У 1925 році він працював заступником голови облплану.

## Арешти
11 листопада 1930 р. він був заарештований Сталінградським ОГПУ. 5 червня 1931 р. Колегія ОДПУ винесла вирок, засудивши Номто Очирова на 5 років таборів в Новосибірській області. Був звільнений у липні 1934 р. 5 червня 1941 р. його знову заарештували і заслали в Семипалатинську область. Був звільнений у листопаді 1941 року. 23 грудня 1950 р, коли Номто Очиров працював районним адвокатом при Кокпектинського суді Семипалатинської області, він знову був заарештований за помилковим доносом. 26 березня 1951 рік засуджений на 10 років. 17 листопада 1956 р. був звільнений з ув'язнення і оселився в селищі Радянське в Калмикії.

## Наукова діяльність
Студентом Східного факультету Петербурзького імператорського університету, Номто Очиров влітку 1908 року брав участь в польовій студентській експедиції, під час якої записав від десять пісень калмицького епосу «Джангара». Пізніше за порадою професора Владислава Людвіговича Котвіча Номто Очиров зробив ще одну поїздку в Іки-Бухусовський аймак, де записав ще один десяток пісень калмицького епосу. У 1910 році Російський комітет з вивчення Середньої і Східної Азії відрядив Номто Очирова в Калмицькі степу в Малодербетовський, Маничський і Ікіцохуровский улуси для збору калмицької фольклорної творчості і придбання рукописів. Під час цієї поїздки Номто Очиров записав 17 калмицьких протяжних і коротких пісень, 16 оповідань історичного характеру.
В 1910 рік у в Астрахані були видані два томи «Матеріалів статистико-економічного та природно-історичного обстеження Калмицького степу». Улітку 1911 року Номто Очиров працював серед торгоутов Багацохуровського і Хошеутовського улусів. Під час цієї експедиції він придбав близько 70 калмицьких і тибетських рукописів. Результатом стала його робота, в якій він виділив фонетичні особливості говірок калмицької мови. Він також уклав збірку казок, прислів'їв, приказок, серед яких були пісні і сказання про участь калмиків у Вітчизняній війні 1812 року.
В 1915 р. у Петербурзі Номто Очиров видав твір «Астраханські калмики і їх сучасний економічний стан». У цьому ж році вийшов «Калмицький буквар», який Номто Очиров написав в співавторстві з Л. Нормаєвим і за участю Владислава Котвіч.

## Просвітницька діяльність
15 листопада 1917 р. вийшов перший номер газети калмицькою мовою, головним редактором якої був Номто Очиров. Всього вийшло п'ять номерів газети — останній випуск вийшов 11 січня 1918 р. В одному з номерів була опублікована його стаття «Огляд сучасного кочовища монгольських племен». В 1922 р. у в Астрахані за ініціативою Номто Очирова вийшли два номери журналу.

## Пам'ять
15 травня 1991 року Президія Верховної Ради Калмицької АРСР прийняв постанову «Про увічнення пам'яті видатного вченого, просвітителя Очирова Н. О.».
10 травня 2001 року Президент Республіки Калмикія К. Н. Ілюмжинов видав указ «Про відзначення 115-річчя від дня народження видатного громадсько-політичного діяча, вченого-гуманіста і просвітителя Номто Очирова».
9-10 жовтня 2001 року в Елісті відбулися республіканські наукові читання «Вчений, просвітитель, гуманіст», присвячені 115-річчю від дня народження Номто Очирова.
Іменем Номто Очирова названа вулиця в Елісті, Цаган Амані і в селищі Кетченери, центральна дитяча бібліотека в Елісті, Елістінская середня школа № 8.

## Праці
- «Йорэлы, харалы и связанный со вторыми обряд „хара келе утулган“ — у калмыков. Напечатан в журнале «Живая старина», СПб, 1909, т. XVIII. Вып. II—III. Кн. 70 — 71, стр. 84-87.
- «Звіт про поїздку Н. Очирова влітку 1909 року». Відомості Російського Комітету Середньої і Східної Азії, СПб., 1910, березень, стор. 61 — 75
- «Матеріали статистико-економічного та природно-історичного обстеження Калмицького степу».
- "Поїздка в Олександрівський і Багацохуровський улуси. Звіт Н. Очирова. Відомості Російського Комітету Середньої і Східної Азії, СПб., 1913, Сер. II, № 2, стор. 78 — 91.
- «Астраханські калмики і їх економічний стан в 1915 році»
- «Огляд сучасного кочівництва монгольських племен» ойратского походження, Астрахань, № 3 — 4, березень — квітень, стор. 167—169
- «Вовняна справу в автономній області калмицького Трудового Народу». вид Агітвідділу обкому РКП, 1923, № 9, 10, стр. 16 — 18